# كلارا مونتي دانيلسون
كلارا مونتي دانيلسون (بالسويدية: Clara Monti Danielsson)‏ (30 يناير 1992 في السويد - ) هي لاعبة كرة يد من السويد. لعبت مع Randers HK ‏.

## وصلات خارجية
- كلارا مونتي دانيلسون على موقع الاتحاد الأوروبي لكرة اليد (الإنجليزية)
- كلارا مونتي دانيلسون على موقع الدوري الفرنسي لكرة اليد للسيدات (الفرنسية)